# 沖山秀子
沖山 秀子（おきやま ひでこ、1945年12月21日 - 2011年3月21日）は、日本の女優、ジャズ、歌謡歌手である。

## 来歴
鹿児島県出身。両親は沖永良部島出身。後に兵庫県神戸市灘区に転居している。関西学院大学在学中に映画『神々の深き欲望』に出演。
以後『喜劇 女は度胸』、『わが恋わが歌』、『いつか来るさよなら』、『アッと驚く為五郎』、『喜劇 男は愛嬌』、『ズンドコズンドコ全員集合!!』、『どですかでん』（黒沢明監督作品）、『真剣勝負』、『黒木太郎の愛と冒険』、『十九歳の地図』、『陽炎座』、『赤目四十八瀧心中未遂』に出演。
『グレープフルーツのような女 性乱の日々』では監督・脚本を務めた。
歌手としては、シングル『ダンチョネ節 / ピエロが街にやって来る』、アルバム『Summertime』をリリース。81年に発表したこのジャズ・アルバムでは「サマータイム」などビリー・ホリデイ的な世界を展開、好評価を得た。同アルバムには著名なサックス奏者の宮沢昭も参加していた。CDアルバムが後に再発されている。
私生活に於いては自殺未遂、入退院、今村昌平や長谷川和彦との不倫などが週刊誌で報道された。主な著書に『直射日光』（ブロンズ社、1978年）がある。
2011年（平成23年）、不整脈により死去。65歳没。

## フィルモグラフィ

### 映画
- 喜劇　女は度胸
- わが恋わが歌
- いつか来るさよなら
- アッと驚く為五郎
- 喜劇 男は愛嬌
- ズンドコズンドコ全員集合!!
- どですかでん
- 真剣勝負
- 黒木太郎の愛と冒険
- 十九歳の地図
- 陽炎座
- 赤目四十八瀧心中未遂

## ディスコグラフィ

### シングル
| 発売日         | 規格           | 規格品番       | 面             | タイトル               | 作詞           | 作曲           | 編曲           |
| 日本コロムビア | 日本コロムビア | 日本コロムビア | 日本コロムビア | 日本コロムビア         | 日本コロムビア | 日本コロムビア | 日本コロムビア |
| -------------- | -------------- | -------------- | -------------- | ---------------------- | -------------- | -------------- | -------------- |
| 1970年4月      | EP             | P-90           | A              | ダンチョネ節           | 西沢爽         | 遠藤実         | 田辺信一       |
| 1970年4月      | EP             | P-90           | B              | ピエロが街にやって来る | 中村小太郎     | 田辺信一       | 田辺信一       |

### アルバム

#### オリジナル・アルバム
- サマータイム（1981年10月25日、Trio Records、PAP-25011）

#### オムニバス・アルバム
- 魅惑のムード☆秘宝館（2003年）-「ダンチョネ節」を収録
- 怨歌情死考～女たちの挽歌～（2017年12月20日）-「ピエロが街にやって来る」「ダンチョネ節」を収録